# EC Graz 99ers
EC Graz 99ers – austriacki klub hokejowy mający siedzibę w stolicy landu Styria, Grazu, występujący w rozgrywkach Erste Bank Eishockey Liga.

## Informacje ogólne
- Nazwa: EC Graz 99ers
- Rok założenia: 1999
- Barwy: czarno-pomarańczowe
- Lodowisko: Eisstadion Graz-Liebenau
- Adres: Stadionplatz 1, 8041 Graz
- Pojemność: 4700

## Historia
Zespół został założony w 1999 roku, po tam jak podczas sezonu 1998/99 z przyczyn finansowych zakończyła swoją działalność sportową drużyna-poprzedniczka z Grazu – EHC Graz. Zespół, już pod nazwą Graz 99ers wystartował w sezonie 1999/2000 w rozgrywkach Nationalligi i od razu zdobył w niej mistrzostwo. Od sezonu 2000/01 klub występuje w Österreichische Eishockey-Liga. Od sezonu 2009/10 drużyna występuje pod nazwą sponsora tytularnego – Moser Medical Graz 99ers.
Juniorska drużyna klubu pod nazwą Junior Graz 99ers występuje w międzynarodowych rozgrywkach Slohokej Liga.

## Sukcesy
- Złoty medal mistrzostw Nationalligi: 2000
- Puchar Tatrzański: 2013, 2015